# Hayange
Hayange – miejscowość i gmina we Francji, w regionie Grand Est, w departamencie Mozela.
Według danych na rok 1990 gminę zamieszkiwało 15 638 osób, a gęstość zaludnienia wynosiła 1279 osób/km² (wśród 2335 gmin Lotaryngii Hayange plasuje się na 16. miejscu pod względem liczby ludności, natomiast pod względem powierzchni na miejscu 467.).
Miasto stało się pierwowzorem powieściowego Heillange, w uhonorowanej nagrodą Nagrodą Goncourtów, książce Nicolasa Mathieu „Leurs enfants après eux”.

## Współpraca
Miejscowości partnerskie:
- Arlon, Belgia
- Diekirch, Luksemburg